# Verkündigungskapelle von Ħal-Millieri

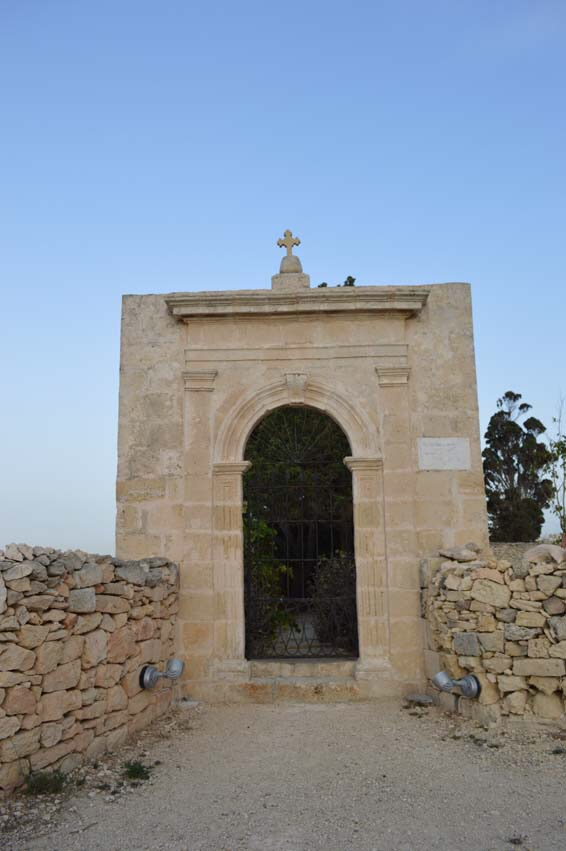
Verkündigungskapelle von Ħal-Millieri

Die Verkündigungskapelle von Ħal-Millieri (maltesisch Kappella tal-Lunzjata, englisch Chapel of the Annunciation) ist ein römisch-katholisches Kirchengebäude in der maltesischen Gemeinde Żurrieq. Sie steht im Ortsteil Ħal-Millieri und ist im National Inventory of the Cultural Property of the Maltese Islands unter der Nummer 1307 eingetragen. Die Kapelle steht als Grade-1-Bauwerk unter Denkmalschutz.

## Geschichte
Die Kapelle wurde in der Mitte des 15. Jahrhunderts erbaut und 1480 geweiht. Ausgrabungen zeigen, dass zuvor an derselben Stelle eine Kapelle aus dem 13. Jahrhundert stand. In ihrer heutigen Form besteht diese Kapelle seit 1809. Das Gebäude wird seit 1970 von Dín l-Art Ħelwa betreut und instand gehalten.

## Architektur

### Außenbeschreibung

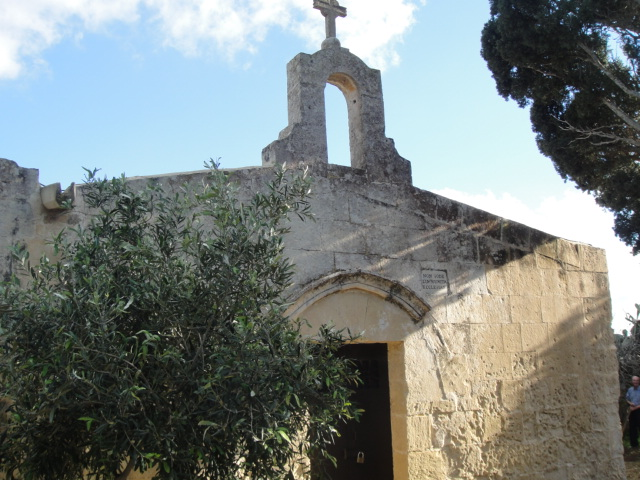
Glockengiebel

Die abweisend anmutende Fassade zeigt einen Wasserspeier auf der linken Seite und einen kleinen, mittig aufragenden leeren Glockengiebel, der von einem Kreuz bekrönt ist. Hinter dem rechteckigen Eingangsportal führen durch einen Spitzbogen drei Treppenstufen hinunter in den Innenraum der Kapelle.
Angrenzend finden sich Reste einer älteren Verkündigungskapelle.

### Innenbeschreibung
Der Innenraum bildet ein einziges Kirchenschiff und misst etwa 5 m Breite und 7 m Länge. Er wird durch vier querliegende Bögen, die aus Pilastern an den Seitenwänden entspringen, in mehrere Abschnitte unterteilt. Niedrige Steinbänke (dukkiena) finden sich zwischen den Spitzbögen. Ostwärts schließt eine Apsis den Kirchenraum ab.
Die Innenwände sind, außer in der Apsis, mit Fresken bedeckt, die in Lebensgröße Heilige darstellen, welche durch gotische Inschriften bezeichnet werden und in die Mitte des 15. Jahrhunderts datiert werden.

## Ausstattung
Zu beiden Seiten der westlichen Eingangstür finden sich zwei Bilder von St. Georg, die anscheinend Repliken voneinander sind. Diese Fresken sind möglicherweise Kopien derjenigen, die sich in einem Vorgängerbau befanden, wie aus ihrem ikonographischen Befund herzuleiten ist. Dieser enthält sowohl byzantinische als auch romanische Elemente, die typisch für Heiligendarstellungen des 11. und 12. Jahrhunderts sind.